# スタッド・マリー・マルヴァン
スタッド・マリー・マルヴァン（Stade Marie-Marvignt）は、フランス・サルト県ル・マンにある多目的スタジアム。

## 概要
フランスで初めて命名権を導入したスタジアム。建設計画の段階から導入を決めており、開場した2011年から2021-22シーズン終了まで毎シーズン100万ユーロの契約で地元の保険会社であるMMAがMMアレーナ (MMArena)と命名していた。
スタジアムが立地している地区はル・マン・スポーツセンターと呼ばれるあたり一帯に様々なスポーツ施設が密集している場所である。スタジアム西側には世界三大レースの一つ、ル・マン24時間レースの会場であるサルト・サーキットがある。
スタジアム建設資金の約1億400万ユーロの調達は多くの団体からの援助により成り立った。ヴァンシ・コンセッションからの出資に加えてル・マン自治体やサルト県、命名権を購入したMMAなどが資金援助をした。
多目的スタジアムであるため、使用用途は多岐に渡る。サッカーやラグビーの試合の開催はもちろんのことVIPルームやラウンジを使用してのコンベション・センターとしての一面も持つ。

## 歴史
2011年1月29日、リーグ・ドゥのル・マンFC対ACアジャクシオ戦でこけら落としとなり、ル・マンFCが3-0で勝利した。
2012年6月5日、UEFA EURO 2012直前の親善試合として、このスタジアムでは初の国際Aマッチであるフランス代表対エストニア代表戦が行われ、4-0でフランス代表が勝利を飾った。
2022年7月27日、MMAとの命名権契約が満了したため、地元ル・マン出身で女子スポーツの先駆者であるマリー・マルヴァンから取られたスタッド・マリー・マルヴァン (Stade Marie-Marvigt)へと改名された。

## ギャラリー

空撮 (2011年)
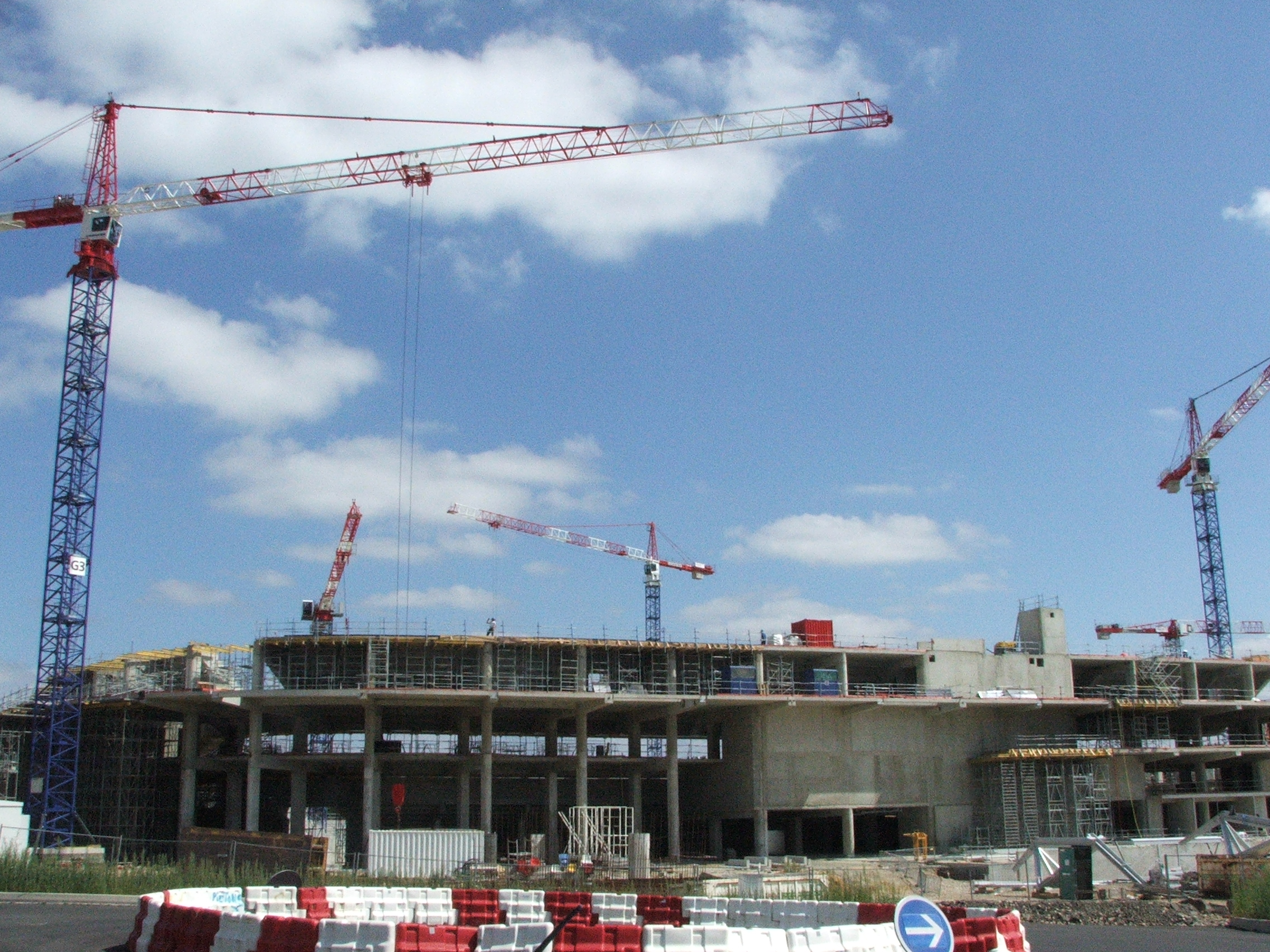
建設工事 (2009年)
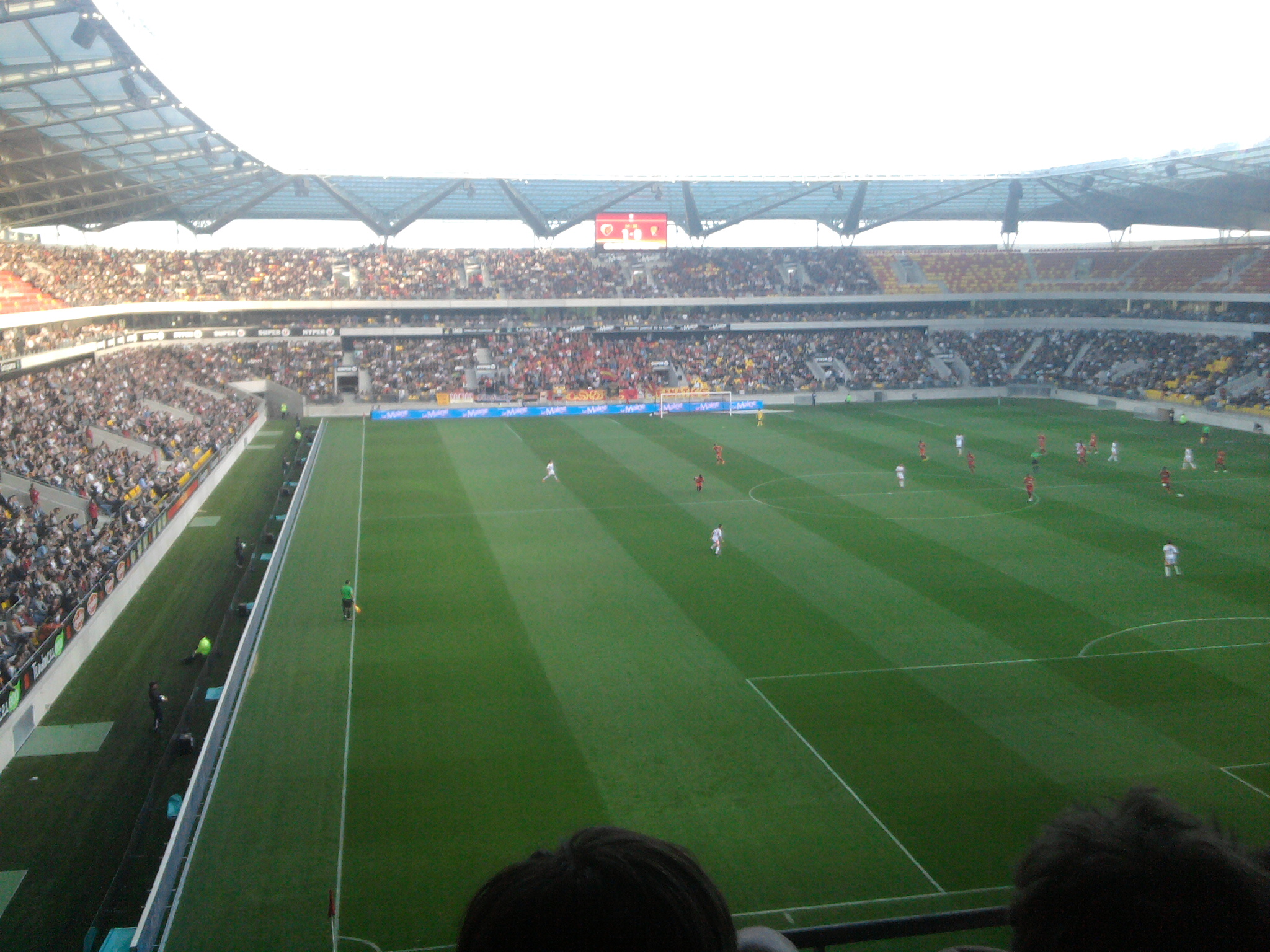
内観 (2011年)